# پودیوگا
پودیوگا (به لاتین: Podyuga) یک روستا در روسیه است.یک منطقهٔ مسکونی در روسیه است که در استان آرخانگلسک واقع شده‌است. پودیوگا ۲٬۶۱۲ نفر جمعیت دارد.